# Blanche Alix
Blanche Marie Girardot, dite Blanche Alix, est une actrice et auteure dramatique française née le 7 mai 1892 à Génelard (Saône-et-Loire) et morte à Paris 13e le 21 novembre 1937. 

## Biographie
Blanche Alix collabore au théâtre avec son mari Victor Alix, parfois sous le pseudonyme de Jacques Ardot. 
En 1930, elle collabore au magazine Lumière et Radio.
Blanche Alix s'engage auprès du Front populaire à travers des manifestations. 
En 1937, elle fait une série de conférences sur la poésie à la radio,. 
Passionnée de sport automobile, elle décède des suites d'un accident de voiture le 21 novembre 1937,.

## Théâtre
- Les Bleus de l'amour, opérette, adaptation et couplets de Blanche Alix et Henry-Jacques, musique de Victor Alix[9]
- Pas une secousse, comédie musicale en 3 actes, de Romain Coolus, couplets de Blanche Alix et Henry-Jacques, musique de Victor Alix[10]
- L'As, pièce en 3 actes, de Yvan Noé, Blanche Alix et Charles Poidlouë[11]

## Cinéma
- 1910 : Un épisode de 1812 de Camille de Morlhon et Ferdinand Zecca, avec Max Charlier et Georges Wague[12] : la mère
- 1940 : Ceux du ciel, adaptation d'Yvan Noé de la pièce L'As[13]

## Poésie
- Les Nuits blanches, recueil de poèmes, 1930[14]